# Список музеев Витебской области
Список музеев Витебской области:
- Бегомльский музей народной славы
- Ботанический сад г. Витебск
- Браславское районное объединение музеев
- Витебский литературный музей (закрыт)
- Витебский музей воинов-интернационалистов
- Витебский музей современного искусства
- Витебский областной краеведческий музей
- Музей частных коллекций г. Витебск
- Музей Я. Купалы "Левки"
- Музей-усадьба И. Е. Репина "Здравнево"
- Витебский областной музей Героя Советского Союза М. Ф. Шмырева
- Витебский районный историко-краеведческий музей
- Глубокский историко-этнографический музей
- Мемориальный музей Ивана Сикоры
- Городокский краеведческий музей
- Дом-музей Марка Шагала
  - Дом-музей Марка Шагала
  - Арт-центр Марка Шагала
- Историко-краеведческий музей пгт Бешенковичи
- Лепельский районный краеведческий музей
- Лиозненский военно-исторический музей
- Миорский историко-этнографический музей
- Сенненский историко-краеведческий музей
- Толочинский историко-краеведческий музей
- Музей боевого содружества белорусских, русских, латышских и литовских партизан в годы Великой Отечественной войны
- Музей П. М. Машерова
- Музей природы Березинского заповедника
- Музейный комплекс «История и культура Оршанщины»
  - Оршанский мемориальный комплекс «Катюша»
  - Оршанский мемориальный музей Константина Сергеевича Заслонова
  - Оршанский музей истории и культуры города
  - Оршанский музей деревянной скульптуры резчика Семена Степановича Шаврова
  - Музей В. С. Короткевича
  - Оршанский этнографический музей «Мельница»
- Музей истории и культуры г. Новополоцка
- Национальный Полоцкий историко-культурный музей-заповедник
  - Полоцкий детский музей
  - Полоцкий краеведческий музей
  - Полоцкая картинная галерея
  - Музей боевой славы Полоцка
  - Музей белорусского книгопечатания
  - Музей истории архитектуры Софийского собора
  - Музей-квартира Героя СССР З. М. Туснолобовой-Марченко
  - Музей традиционного ручного ткачества Поозерья
  - Полоцкий природно-экологический музей
  - Стационарная выставка «Прогулка по Нижне-Покровской»
- Поставский краеведческий музей
- Толочинский историко-краеведческий музей
- Ушачский музей народной славы имени Владимировича Елисеевича Лобанко
  - Мемориальный комплекс «Прорыв»
  - Музей-усадьба Василия Быкова
- Чашникский исторический музей
- Шумилинский историко-краеведческий музей
  - Музей Обольского комсомольского подполья